# NGC 3824
NGC 3824 est une galaxie spirale vue par la tranche et située dans la constellation de la Grande Ourse. NGC 3824 a été découverte par l'astronome germano-britannique William Herschel en 1789.

## Caractéristiques
NGC 3824 présente une large raie HI. Selon la base de données Simbad, NGC 3824 est une galaxie LINER, c'est-à-dire une galaxie dont le noyau présente un spectre d'émission caractérisé par de larges raies d'atomes faiblement ionisés.

### Distance
Sa vitesse par rapport au fond diffus cosmologique est de 5 817 ± 13 km/s, ce qui correspond à une distance de Hubble de 85,8 ± 6,0 Mpc (∼280 millions d'al).

## Paire de galaxies
Selon E.L. Turner, les galaxies NGC 3824 et NGC 3829 forment une paire de galaxies rapprochées.